# Amy Price-Francis
Amy Price-Francis est une actrice britannico-canadienne, née le 16 septembre 1975.
Elle est connue pour avoir interprété le rôle du lieutenant Jessica King dans la série télévisée Jessica King.

## Biographie
Amy est née en Angleterre et a grandi à Toronto, au Canada. Elle est diplômée de l'École nationale de théâtre du Canada.
Amy est connue pour son rôle dans plusieurs séries canadiennes. Elle a également joué dans The Cleaner.
Depuis 2011, elle interprète le rôle principal dans la série Jessica King. La série a été arrêtée à l'issue de la deuxième saison.
Elle a remporté un ACTRA Award en 2012. En 2017 et 2018, elle incarne le personnage de Liz Morgan aux côtés de Dakota Johnson, Jamie Dornan ou encore Rita Ora dans les suites de la saga Cinquante nuances de Grey : Cinquante nuances plus sombres et Cinquante nuances plus claires.

## Filmographie

### Cinéma
- 2001 : Invitation : Amy
- 2003 : Alien Tracker : Mel Porter (vidéo)
- 2005 : Cake : Sasha
- 2013 : Breakout : Maria
- 2017 : Cinquante nuances plus sombres de James Foley : Liz Morgan
- 2018 : Cinquante nuances plus claires de James Foley : Liz Morgan
- 2018 : I Still See You de Scott Speer : Anna Calder

### Télévision

#### Téléfilm
- 2003 : Les Hommes du Pentagone (en) (The Pentagon Papers), de Rod Holcomb : Jan Butler
- 2004 : La Frontière de l'infidélité (Suburban Madness) : Joan
- 2005 : Ordre et Châtiment, le péché de nos pères (Our Fathers) : Donna Morrissey
- 2006 : Shades of Black: The Conrad Black Story (en) : Shirley Black
- 2007 : Collision fatale : Dr Lana Gale

#### Série télévisée
- 1998 : The Mystery Files of Shelby Woo (en) : Kristen Chaklai (1 épisode)
- 1998-1999 : Les Enfants de Plumfield (en) (Little Men) : Amy Lawrence (18 épisodes)
- 2000 : Destins croisés (Twice in a Lifetime) : Young Edwina Lewis (1 épisode)
- 2000 : Soul Food : Les Liens du sang (Soul Food) : Heather Bryant (1 épisode)
- 2001 : The Associates (en) (1 épisode)
- 2001-2002 : Tracker (en) : Mel Porter (22 épisodes)
- 2003 : Mutant X : Janet Nicholls (1 épisode)
- 2003 : Missing : Disparus sans laisser de trace (Missing) : Layla Weller (1 épisode)
- 2003 : Train 48 : Nicole Svendsen (1 épisode)
- 2004 : Snakes & Ladders : Shannon Jennings (6 épisodes)
- 2004 : Sue Thomas, l'œil du FBI (Sue Thomas: F.B.Eye) : Ann Leland (1 épisode)
- 2005 : Kevin Hill : Michael Tobias (1 épisode)
- 2005 : Tilt (en) : Angela (1 épisode)
- 2005 : Show Me Yours (en) : Araminta (1 épisode)
- 2006 : Corner Gas (en) : Connie (1 épisode)
- 2006-2007 : Rumours (en) : Sarah Barnaby (20 épisodes)
- 2007 : The Wedding Bells (en) : Cheryl (1 épisode)
- 2007 : Médium : Pamela Franklin (1 épisode)
- 2007 : Dead Zone : Megan Wilcox (1 épisode)
- 2007 : Californication : Meredith (4 épisodes)
- 2007 : Shark : Amanda Sellers (1 épisode)
- 2007-2008 : K-Ville : Heidi Lawrence (2 épisodes)
- 2008 : Big Shots : Victoria Hill (1 épisode)
- 2008-2009 : The Cleaner : Melissa Banks (26 épisodes)
- 2009 : 24 Heures chrono : Cara Bowden (6 épisodes)
- 2009 : Nip/Tuck : Vivien (1 épisode)
- 2010 : Mentalist : Alicia Seberg (1 épisode)
- 2010 : Life Unexpected : Kelly Campbell ( (5 épisodes)
- 2011 : The Chicago Code : Dina Wysocki (4 épisodes)
- 2011 : Esprits criminels : Andi Swan (1 épisode)
- 2011 : Grey's Anatomy : Susannah Wilson (2 épisodes)
- 2011-2012 : Jessica King : Jessica King (21 épisodes)